# Guido Miotto
Guido Miotto (Thiene, 14 aprile 1909 – Volks, 31 marzo 1943) è stato un militare italiano, decorato con Medaglia d'oro al valor militare alla memoria durante la seconda guerra mondiale.

## Biografia
Nacque a Thiene il 14 aprile 1909  Iscritosi alla facoltà di medicina dell'università di Padova, nel corso del 1935 abbandonò temporaneamente gli studi, e si arruolò volontario nel Regio Esercito per combattere nella guerra d'Etiopia, partendo per l'Africa Orientale Italiana in forza al VI Battaglione universitario CC.NN. "Curtatone e Montanara"  della 6ª Divisione CC.NN. "Tevere". Ritornò in Italia nel giugno 1936 e completò, laureandosi, gli studi in medicina conseguendo poi l'abilitazione all'esercizio della professione medica. Dietro sua domanda entrò nel Corpo sanitario militare, con il grado di sottotenente di complemento, nel corso del 1937. Lavorò inizialmente presso l'ospedale militare di Verona, e nel novembre 1938 partì per prestare servizio nella guerra civile spagnola in forza al 2º Reggimento bersaglieri.
Nel febbraio 1939 fu assegnato in forza alla 33ª Batteria artiglieria da montagna del battaglione alpini "Vestone", inquadrata nella costituenda Divisione "Frecce Verdi" del CTV, che non fece in tempo a divenire operativa in quanto la guerra era oramai finita, e il suo reparto rientrò rapidamente in Patria nel maggio dello stesso anno, ed egli fu congedato.
Poco prima l'entrata in guerra del Regno d'Italia, il 1 giugno 1940 fu richiamato alle armi, assegnato alla 84ª sezione sanità come tenente medico. 
Partecipò alle operazioni sul fronte francese, e poi fu trasferito, su sua domanda, alla specialità paracadutisti. Trasferito al 15º Reggimento artiglieria, fu poi assegnato al 52º Reggimento artiglieria della 52ª Divisione fanteria "Torino", partì per il fronte russo al seguito del ARMIR il 20 luglio 1942. Prese parte all'avanzata verso il Don, e poi alla seconda battaglia difensiva del dicembre dello stesso anno. Catturato dall'Armata Rossa durante la fasi iniziali della ritirata dell'ARMIR, fu mandato a piedi, in un viaggio a marce forzate, verso il gulag di Kalasc, continuando a prestare servizio come medico durante il trasferimento. Successivamente fu mandato via treno insieme a numerosi malati verso l'ospedale di Volks, situato nei pressi di Stalingrado, in un viaggio di venti giorni, continuando a prestare soccorso ai malati sul vagone che lo trasportava, fino a che non si spense, il 23 aprile 1943, colpito dal tifo petecchiale. 
Dopo la fine della guerra, su proposta del maggiore Giuseppe Zigiotti, capo dell’ufficio sussistenza della Divisione fanteria "Torino" gli fu assegnata la Medaglia d'oro al valore militare alla memoria, con decreto del 20 novembre 1958.

### Annotazioni
1. ↑  Il piccolo contingente di "Fiamme Verdi" era costituito dai Battaglioni alpini "Edolo" e "Vestone" con la 19ª e 33ª Batteria d’artiglieria da montagna.
2. ↑  Internati nei gelidi capannoni di Kalasc vi erano numerosissimi feriti, congelati, ammalati, moribondi, e vivi allo stremo delle forze.

### Fonti
1. ↑  Gruppo Medaglie d'Oro al Valor Militare 1965, p. 244.
2. 1 2 3 4 5 6 7 8 9  Combattenti Liberazione.
3. 1 2 3 4  Il Gazzettino.
4. ↑  Sito web del Quirinale: dettaglio decorato.
5. ↑  Registrato alla Corte dei conti il 9 gennaio 1959, Esercito registro 1, foglio 164.